# Wilgartswiesen
Wilgartswiesen település Németországban, Rajna-vidék-Pfalz tartományban. Lakosainak száma 1036 fő (2023. december 31.).

## Népesség
A település népességének változása:
| Lakosok száma | 1571 | 1009 | 1016 | 976  | 996  | 1036 |
|               | 1975 | 2017 | 2019 | 2021 | 2022 | 2023 |